# Gordon Muirhead
Thomas Gordon Muirhead (* 1955 in Perth) ist ein ehemaliger schottischer Curler.

## Werdegang
Muirhead gewann bei der Curling-Weltmeisterschaft 1992 in Garmisch-Partenkirchen seine erste Silbermedaille. Diesen Erfolg wiederholte er ein Jahr später bei der Curling-Weltmeisterschaft 1993 in Genf. 1994 sicherte er sich in Sundsvall den Europameistertitel. Bei der Curling-Weltmeisterschaft der Herren 1999 gehörte er zur Siegermannschaft und wurde Weltmeister.
Muirhead, der seit 1989 mit seiner Frau Linda verheiratet ist, hat zwei Söhne Thomas, Glen und eine Tochter, Eve. Seine Tochter Eve Muirhead ist ebenfalls eine erfolgreiche Curlerin, 2014 gewann sie als Skip mit dem Team Großbritannien die Bronzemedaille bei den Olympischen Winterspielen 2014 in Sotschi. 2022 gewann sie, wieder als Skip, mit ihrem Team Gold bei den Olympischen Winterspielen 2022 in Peking.